# Vall Germanasca

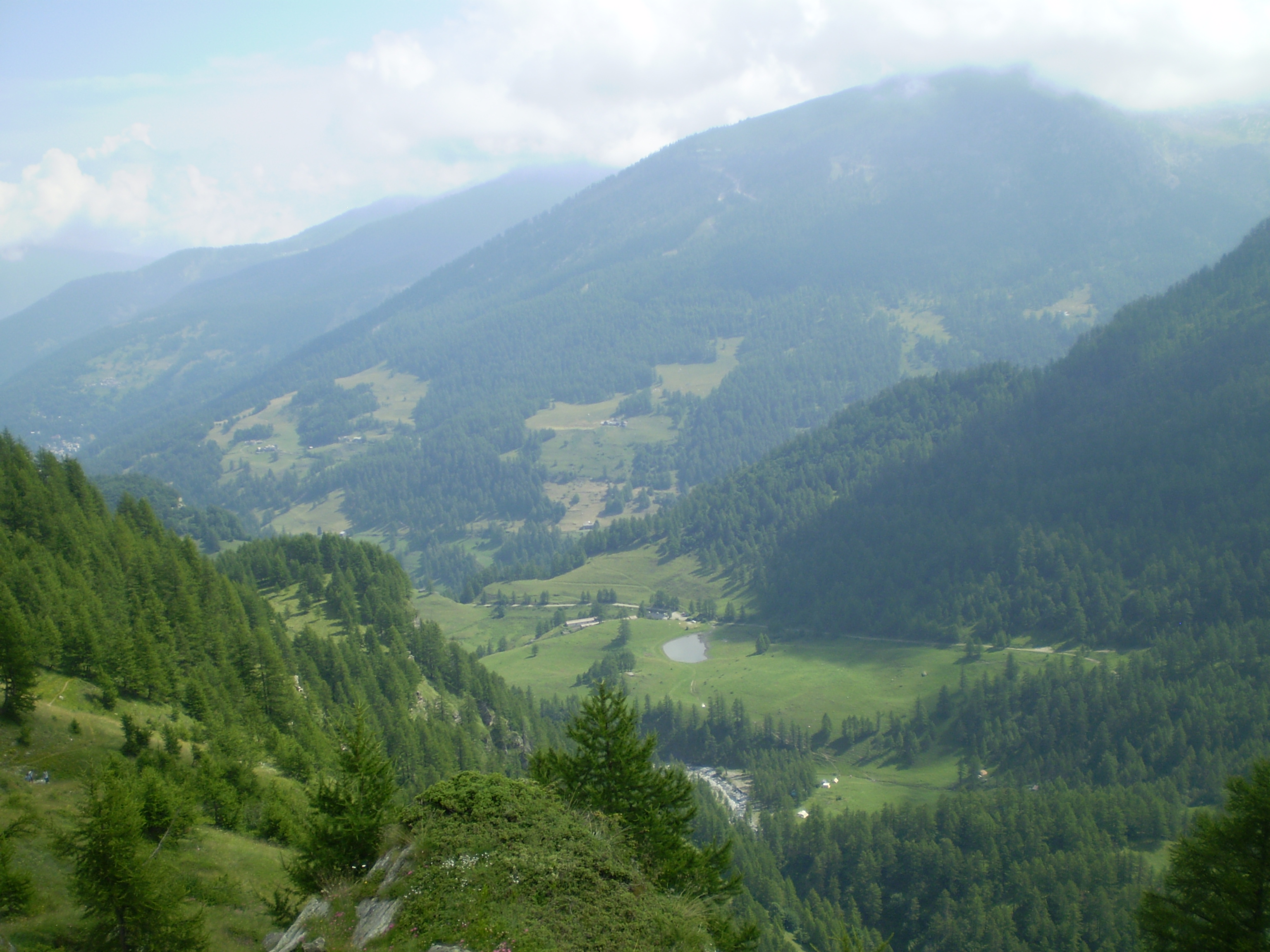
Vista de la Vall Germanasca des de Roccias.

Vall Germanasca (occità Val Germanasca o Val Sant Martin) és una vall muntanyenca de la província de Torí, i és una de les Valls Occitanes del Piemont, veïna de la Vall Cluson. Rep el seu nom del torrent Germanasca, afluent del Chisone, i la componen els municipis de Pomaretto, Perrero, Salza di Pinerolo, Massello i Prali. Forma part de la comunitat muntanyenca de les Valls Cluson i Germanasca.

## Cims
Els cims principals de la vall són
- Bric Ghinivert - 3.037 m
- Monte Pignerol - 2.876 m
- Monte Barifreddo - 3.028 m
- Gran Queyron - 3.060 m
- Bric Bucie - 2.998 m
- Punta Cornour - 2.867 m
- Punta Cialancia - 2.855 m

## Història
La vall ha estat històricament una de les Valls Valdeses, ja que fou habitada pels seguidors de Pere Valdès (Valdo de Lió), contemporani de Francesc d'Assís que fou perseguit com a heretge. El 1533 els valdesos hi celebraren un sínode on decidiren unir-se a la Reforma protestant i el 1566 van construir un temple a Prali. Entre 1630 i 1655 va patir diverses plagues de pesta i després fou arrasada per les tropes del Ducat de Savoia. El 1686 els habitants es rendiren a França, que havien destruït Angrogna i Torre Pellice. Aleshores el temple fou transformat en capella catòlica.
El 1689 els valdesos van tornar de l'exili de Ginebra (l'anomenat gloriós retorn), però la ciutat tornà a mans franceses. Després va tornar a mans de Savoia, on el duc Carles Manuel III de Savoia va intentar imposar novament el catolicisme el 1767. Després fou ocupada per Napoleó Bonaparte i el 1815 tornà definitivament a Savoia. Fins al 1848 els valdesos no van rebre l'estatut de culte tolerat.